# 梅鎮區 (明尼蘇達州華盛頓縣)
梅鎮區（英語：May Township）是位於美國明尼蘇達州華盛頓縣的一個行政鎮區。

## 歷史
梅鎮區於1893年設立，得名自來自英國的定居者摩根·梅（Morgan May）。

## 地方資料
梅鎮區的面積為97.40平方千米，當中陸地面積為87.79平方千米，而水域面積為9.61平方千米。根據2020年美國人口普查的數據，當地共有人口2670人，而人口密度為每平方千米27.41人。